# AXN (España)
AXN (abreviación de Action eXtreme Network) es un canal de televisión por suscripción español de origen estadounidense, operado por Sony Pictures y propiedad de Sony, que emite series y películas.

## Historia
Nació el 5 de noviembre de 1998, operando bajo la marca internacional AXN. El canal centra su programación en la emisión de series internacionales de éxito enfocadadas principalmente al género de acción y aventuras, complementándose los fines de semana con películas taquilleras (blockbusters), muchas de ellas de su productora Sony Pictures.
El canal tiene disponible una señal en alta definición, llamada AXN HD lanzada en noviembre de 2008.
El 5 de octubre de 2015 el canal renovó íntegramente su imagen corporativa (cortinillas, promos, logo, mosca, etc.) adaptándola a una imagen mucho más moderna y a la vanguardia tras 17 años de emisiones, con el fin de relanzar la marca del canal a nivel mundial.

### Paso por la TDT
Un día después de la aprobación de la TDT de pago por el Gobierno de España, Sony Pictures y Dahlia acordaron el lanzamiento de AXN en la TDT de pago, en sustitución del canal de la propia Sony llamado Sony TV en Veo, lo cual finalmente ocurrió el 1 de mayo de 2010 a través de la plataforma de Mediapro (en lugar de Dahlia). Finalmente, tras 4 años, la señal de AXN en la TDT de pago dejó de estar disponible el 30 de abril de 2014, aunque continuó su emisión en operadores de satélite, cable e IPTV.
Cabe destacar también que, el 5 de mayo de 2014, cerró la frecuencia de TDT a través de la que emitía AXN. Este cierre se debió a la sentencia emitida por el Tribunal Supremo de Justicia, la cual anuló las concesiones de emisión TDT para nueve canales (entre ellos AXN), por haber sido otorgadas sin el preceptivo concurso público que rige la Ley General de Comunicación Audiovisual. Por este motivo, AXN no fue sustituido por ningún otro canal.

## Disponibilidad
El canal está disponible en la mayoría de las plataformas de pago, incluyendo las más importantes como Orange TV, Movistar+ y Vodafone TV, donde ofrecen señales en SD y HD.

## AXN Now
Es la plataforma de contenido bajo demanda que tiene actualmente AXN. Operada por Sony Pictures Television, Sony Pictures y AXN TV.